# اکاکی کالیتی
اکاکی کالیتی (به لاتین: Akaky Kaliti) یک منطقهٔ مسکونی در اتیوپی است که در آدیس آبابا واقع شده‌است.

## خصوصیات
اکاکی کالیتی ۱۱۸٫۰۸ کیلومترمربع مساحت و ۱۹۵٬۲۷۳ نفر جمعیت دارد.